# Gelato fritto
Il gelato fritto è un dolce ottenuto immergendo una pallina di gelato in una impanatura o in pastella e successivamente facendola cuocere rapidamente in olio tramite frittura profonda, per ottenere un guscio esterno croccante con all'interno il gelato ancora freddo.

## Storia
Le origini del gelato fritto sono incerte. Alcune fonti sostengono che sia stato presentato per la prima volta alla Fiera Colombiana di Chicago del 1893, dove pare venne servito per la prima volta anche il sundae. Altre fonti sostengono invece che venne inventato all'incirca nello stesso periodo a Filadelfia, dove la preparazione veniva effettuata prendendo del gelato e avvolgendolo in un sottile foglio di crosta di torta e successivamente immergendolo in lardo o burro bollente per cuocerne lo strato esterno ed infine servito immediatamente in modo che il gelato rimanesse congelato come appena preparato. Altre fonti dei primi anni '60 sostengono inoltre che il dolce venne inventato nei ristoranti giapponesi di tempura.
In giro per il mondo il gelato fritto viene associato molto spesso alla cucina asiatica, venendo servito come dessert in molti ristoranti cinesi, giapponesi, thailandesi e altri. Negli Stati Uniti d'America è stato inoltre associato anche alla cucina messicana, soprattutto a causa della catena di ristoranti Chi-Chi's, che nei primi anni '80 serviva come dolce tipico un gelato fritto preparato con tortillas e cannella.

## Preparazione
Il dolce viene generalmente preparato prendendo una pallina di gelato, conservato molto al di sotto della temperatura a cui viene normalmente servito, immergendola in uovo sbattuto e successivamente in una impanatura che può essere preparata con corn flakes, briciole di biscotti o altro, e infine facendola cuocere brevemente in olio tramite frittura profonda. La temperatura estremamente bassa del gelato impedisce che questo si sciolga completamente mentre il dolce viene fritto. Può essere servito in vari modi, ad esempio cospargendolo di cannella o zucchero e accompagnato con panna montata o miele. In alcune versioni, soprattutto nella versione asiatica, il gelato è solitamente immerso in pastella tipo tempura prima di essere fritto.